# Пентак, Станислав

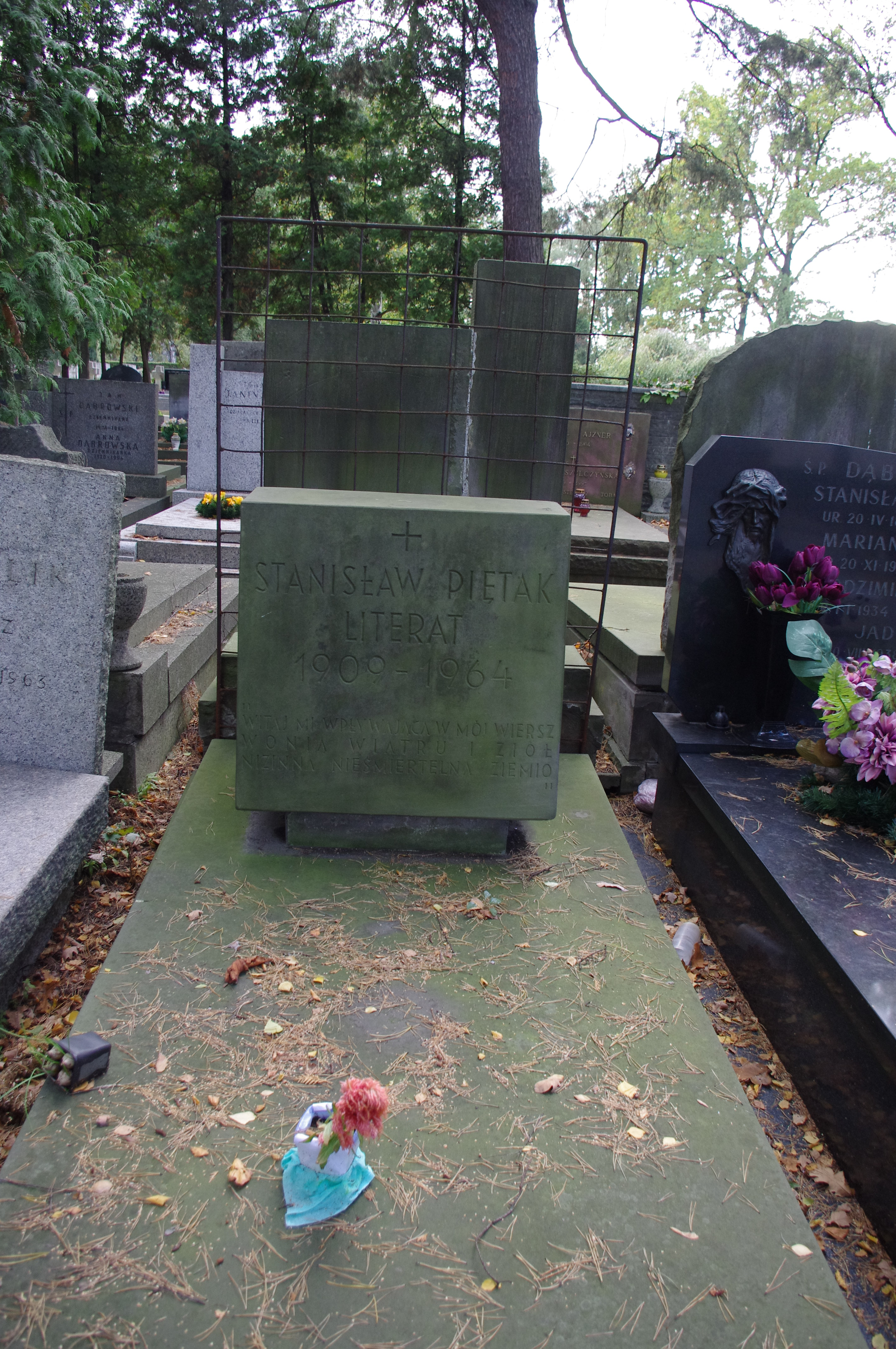
Могила Станислава Пентака, Воинские Повонзки, Варшава, Польша

Стани́слав Пе́нтак (пол. Stanisław Piętak, 3 августа 1909 года, Велёвесь, около Тарнобжега, Королевство Галиции и Лодомерии, Австро-Венгрия — 27 января 1964 года, Варшава, Польша) — польский поэт и писатель.

## Биография
Обучался на факультете полонистики Ягеллонского университета. Не окончив обучение, переехал в Варшаву, где работал в Союзе польских писателей. В 1938 году опубликовал свою первую повесть «Młodość Jasia Kunefała», за которую получил Награду молодых Польской академии литературы.
Во время Второй мировой войны находился в родном селе, где сотрудничал с подпольной организацией «Ендрусе» польского партизана Владислава Яна Ясинского и занимался тайным преподаванием. В 1945 году выехал в Лодзь, где стал председателем местного отделения Союза польских писателей.
С 1956 года проживал в Варшаве, где работал в еженедельнике «Tygodnik Kulturalny».
Покончил жизнь самоубийством 27 января 1964 года. Был похоронен на варшавском кладбище «Воинские Повонзки».

## Сочинения
Был представителем сельской польской литературы. Автор романтической поэзии, описывающей сельскую тематику.

### Поэзия
- Alfabet oczu, 1934;
- Legenda dnia i nocy, 1935;
- Obłoki wiosenne, 1938;
- Linia ognia, 1947;
- Dom rodzinny, 1947;
- Imię przyszłości, 1951;
- Stratowane ustronie, 1952;
- Bohaterska kronika, 1953;
- Przymierze z nowymi laty, 1955;
- Szczęście i cierpienie, 1958;
- Pośrodku żywiołów, 1960;
- Zaklinania, 1963.

### Проза
- Młodość Jasia Kunefała, 1938;
- Białowiejskie noce, 1939;
- Ucieczka z miejsc ukochanych, 1948;
- Łuna, 1949;
- Bliski kraj, 1956;
- Ciężkie lato, 1956;
- Plama, 1963;
- Odmieniec, 1964.

## Память
- С 1965 по 1994 год в Польше существовала Премия имени Станислава Пентака[пол.].
- По мотивам сочинений Станислава Пентака был создан телесериал «Ucieczka z miejsc ukochanych», который выходил в 1987 году.

## Награды
- Кавалерский крест Ордена Возрождения Польши;
- Золотой Крест Заслуги;
- Медаль «10-летие Польской Народной Республики».